# Интендантская академия
Интендантская академия — высшее военно-учебное заведение (ВВУЗ) Российской империи, для подготовки научно-образованных «войсковых интендантов», сведущих в деле снабжения армии предметами интендантского довольствия в мирное и военное время.
Готовило офицеров Интендантского ведомства Русской армии Вооружённых сил России. В прочих иностранных государствах, того периода времени, подобных ВВУЗ не существовало.

## История
Образована в 1911 году в Санкт-Петербурге на базе Интендантского курса; являлась единственным военно-учебным заведением такого рода. Первым начальником академии был генерал-майор П. В. Якубинский. В академию принимались офицеры всех родов оружия, прослужившие в строю не менее 6 лет и выдержавшие установленный экзамен. Академия имела три класса. В ней преподавались военное хозяйство, экономическая география, общая и военная статистика, политическая экономия, различные технические предметы, а также основы русско-японской войны. Академия располагала обширной библиотекой, музеем образцов и моделей, физическим кабинетом, химической и бактериологической лабораториями. В 1911—1914 годах Интендантская академия подготовила около 300 офицеров. В марте 1918 года преобразована в Военную-хозяйственную академию РККА.